# Опасиця мінлива
Опасиця мінлива (Brachyta interrogationis Linnaeus, 1758) — жук з родини Скрипунових.

## Поширення
Опасиця мінлива є бореально-альпійським видом європейсько-сибірського комплексу, який розповсюджений на півночі Євразії та гірських системах Центральної Європи.
Присутність Опасиці мінливої в Україні є дискусійним. У 1917-му році Людвік Гільд навів знахідку Опасиці мінливої (Brachyta interrogationis (Linnaeus, 1758)) з Говерли, зроблену Михайлом Рибінським у 1899-му році. У 1961-му році Іван Загайкевич подає знахідку цього ж виду із околиць с. Тухля у Бескидах, зроблену Е. Мазуром у 1900-му році.
Це єдині відома знахідки цього виду в Україні, достовірність яких не підтверджена сучасними відомостями . В останньому зведенні щодо фавни Скрипунових України вид вказаний зі знаком запитання.

## Екологія
В Карпатському регіоні України є надзвичайно рідкісним і потребує охорони. Виявлявся у Бескидах, де прив'язаний до деяких видів молочаїв.

## Морфологія

### Імаго
Дорослі комахи невеликого розміру — 10-15 мм. Голова витягнена. Очі випуклі, слабо виїмчасті. Передньоспинка на вершині вужча, за свою основу, на боках с тупим конічним горбиком. Надкрила ширші за передньоспинку, випуклі, з випнутими плечами. 3-й членик задніх лапок не довгастий, глибоко розчленований.

### Личинка
Тіло личинки товсте, слабо сплющене дорзо-вентрально. скронево-тім'яні долі з'єднані в одній точці. Епістомальних щетинок 6. Вусики короткі, 2-членикові. З кожної сторони голови по 1 основному і по 3 додаткові вічка. наявні субфосальні зубці. Гіпостом поперечний. Верхня губа поперечна. Мандибули довгі, тонкі, слабо вирізані на внутрішній стороні. Пронотум при основі гладенький, не облямований латеральними борознами. Ноги розвинені. Середньо- і задньогруди, а також мозолі на 1-7-му сегментах черевця з вентральної сторони з чіткими гранулами. 9-й терґіт черевця з шипом.

## Життєвий цикл
Личинка розвивається у коренях і стеблах молочаю карпатського (Euphorbia carpathica Woloszcz.) та родіоли рожевої (Rhodiola rosea L.). Розвиток личинки триває 2-3 роки.